# Rudolf Schmalfeld
Rudolf Schmalfeld (22. Februar 1858 in Neustrelitz – 1922 in Berlin) war ein deutscher Sänger (Tenor) und Gesangspädagoge.

## Leben
Schmalfeld erlangte seine Ausbildung bei Franz von Milde in Hannover und C. F. Törsleff in Leipzig. Nachdem er an mehreren Bühnen erfolgreich gewirkt hatte, trat er am 1. Oktober 1885 in den Verband des Dessauer Hoftheaters, wo er nahezu zehn Jahre verblieb und sich der größten Beliebtheit erfreute. Von 1891 bis 1892 war er in Zürich engagiert. Schmalfeld beteiligte sich ab 1895 an den Kunstfahrten seiner Ehefrau Margarete von Vahsel, die beide durch die alte und neue Welt unternahmen, ließ sich ebenfalls für einige Zeit in Amerika nieder und ging dann mit ihr nach Berlin und wirkte als Gesangspädagoge.